# Hedwig Brouckaert
Hedwig Brouckaert (* 1973 in Chile) ist eine belgische Bildhauerin und Zeichnerin. 

## Leben
Von 1992 bis 1996 studierte Hedwig Brouckaert Skulptur an der Academie voor Beeldende Vorming in Brüssel. Nach einem Postgraduiertenstudium (1996–1999) am Hoger Instituut voor Schone Kunsten (HISK) in Antwerpen studierte sie von 2003 bis 2005 „studio arts“  an der University of California in Davis (Kalifornien). Sie lebt und arbeitet in New York und Gent. 

## Werk
Bis 2005 war Hedwig Brouckaert vorwiegend im Bereich der figurativen Skulptur tätig. Ihr bevorzugtes bildhauerisches Thema war der menschliche, insbesondere weibliche Körper. In ihnen reflektierte sie Erfahrungen des eigenen Körpers, aber auch den Einfluss der gesellschaftlichen Diskurse über Körperlichkeit und Körperideale auf das persönliche Erleben. In verschiedensten Materialien, z. B. Gips, Polyester und Keramik, formte sie fragmentierte und anatomisch widersinnig zusammengesetzte weibliche Figuren. In diesen Arbeiten zeigt sich Brouckaerts Auseinandersetzung mit dem Werk des deutschen Künstlers Thomas Schütte sowie mit dem Surrealismus, insbesondere den fetischartigen Puppen von Hans Bellmer.  
2005 wechselte Brouckaert zum Medium der Zeichnung. In ihren „Magazine Drawings“ paust sie mithilfe von Kohle- und Durchschreibepapieren sämtliche Figuren bzw. bestimmte Motive wie Kleidungsstücke, Stoffmuster, Frisuren usw. von ausgewählten Massenmedien wie Zeitschriften, Frauenmagazinen, Werbe- und Versandkatalogen ab. Durch die Überlagerungen der unzähligen Linien entstehen hochkomplexe, kaum noch lesbare Gebilde, die nur noch wenige gegenständliche Reste aufweisen. Durch die weitgehende Auslöschung der Lesbarkeit des ursprünglich figurativen Materials ergibt sich ein absurder, manchmal komischer, meist beunruhigender Gesamteindruck. Brouckaert spricht von „einer rohen Kraft, einer Art von primitiver Energie in den Bildern.“
Seit 2007 erweitert Hedwig Brouckaert ihre zeichnerischen Umformungen von massenmedial vermitteltem Ausgangsmaterial, sowohl in den realen als auch den digitalen Raum. So entstehen aus ihren Zeichnungen mehrfach überarbeitete Scans, tapetenartige Computerausdrucke für die Wand sowie Fensterinstallationen aus Vinylfolie, einem typischen Material der Werbeindustrie. 
Über das zeichnerische Konzept Hedwig Brouckaerts schrieb der belgische Kunstkritiker Jan Van Woensel: „Das endlose Liniengekritzel ist mehr als künstlerische Hingabe. Es ist kritisch; es ist Emergenz; es ist der Drang, Informationen zu etwas Nichtinformativem, Unerklärlichen und Unbegrenzten zu verformen.“

## Ausstellungen (Auswahl)
Einzelausstellungen:
- 2012 Uprooted –P, ortsspezifische Fensterinstallation, FLACC, Genk, B
- 2011 Cosmo.Sys, Galerie Jan Dhaese, Gent, B
- 2009  Mass Storage / 05-09, Margalef & Gipponi Gallery, Antwerpen, B
- 2009 Mass Storage / 01-09, Galerie Jan Dhaese, Gent, B

Gruppenausstellungen:
- 2012 Re/pro/ducing Complexity (mit Nelleke Beltjens, Hedwig Brouckaert und Jorinde Voigt), Städtische Galerie Villa Zanders, Bergisch Gladbach, D
- 2011 Re/pro/ducing Complexity (mit Nelleke Beltjens, Hedwig Brouckaert und Jorinde Voigt),  Museum Dhondt-Dhaenens, Deurle, B
- 2009 Exquisite Corpse / Nepartism, Core Gallery, London
- 2008 Mark / Judy (with Lucy Puls, Nelleke Beltjens, Richard Haley, Casey O’Connor), Block Gallery, Sacramento, Kalifornien, USA